# Star Wars Hyperspace Mountain
Star Wars Hyperspace Mountain è una montagna russa del parco divertimenti francese Disneyland Park situato all'interno del resort Disneyland Paris.
Facente parte della tipologia launched coaster è stata inaugurata nel 1995 come Space Mountain: De la terre à la lune per poi essere rivista nel 2005 e trasformata in Space Mountain: Mission 2 con un leggero cambio di trama. Nel 2017 un terzo e ultimo restauro cambia la trama nuovamente sfruttando il tema Guerre stellari.

## Attrazione
Il concept originale del 1995 prende ispirazione dalla versione giapponese Space Mountain situata a Tokyo Disneyland. Una volta scelto il luogo dove situare l'attrazione all'interno del parco il progetto prevedeva un'intera zona dedicata con altre esperienze, ristoranti e mostre ma l'effettivo cantiere fu poi ridimensionato alla sola attrazione indoor a causa del budget ridotto che il parco poteva permettersi in quel periodo date le presenze inferiori a quelle previste.

### Space Mountain: De la terre à la lune(1995-2005)
La versione presente dal 1995 al 2005 raccontava il viaggio dal Pianeta Terra alla Luna basato sul romanzo di Jules Verne, Dalla Terra alla Luna, e al tempo rappresentava la versione di Space Mountain più alta, più veloce e che comprende delle inversioni a livello globale.
Gli ospiti iniziavano l'esperienza attraverso la coda di attesa, a tema vittoriana come il resto dell'attrazione, per poi giungere alla stazione di partenza dove si imbarcavano sulle vetture di trasporto color bronzo. Il percorso stesso passa attraverso diversi inconvenienti durante il viaggio verso la Luna che, una volta raggiunta, viene rappresentata sorridente. Il viaggio continua poi con il rientro sul pianeta Terra ovvero nella stazione di carico/scarico.

### Space Mountain: Mission 2(2005-2017)
La seconda versione viene aperta nel 2005 in occasione del decimo anniversario del parco e porta gli ospiti, seguendo lo stesso tracciato, a fare un viaggio oltre la Luna fino ai confini dell'Universo. Vengono quindi cambiati diversi punti per adattarsi alla nuova trama, ad esempio la Luna sorridente viene sostituita con una Supernova e al termine del tracciato vengono aggiunte delle luci neon che simulano un vortice. Anche lo stile tematico viene rivisto adottandone uno più futuristico. Durante la corsa gli ospiti vedevano diversi asteroidi, pianeti e comete fino ad arrivare alla Supernova che esplodendo li rispediva verso il Pianeta Terra.

### Star Wars Hyperspace Mountain(2017-presente)
La versione corrente, implementata nel maggio 2017 in occasione del venticinquesimo anniversario, sfrutta invece la trama preesistente di Guerre stellari introducente nuove vetture che modificano i limiti di altezza fissati in precedenza abbassandoli a 120 centimetri. Viene rivista anche la coda di attesa che aggiunge diverse immagini di navicelle spaziali tratte dalla famosa saga. Una volta raggiunta la stazione gli ospiti iniziano la corsa attraverso un tunnel dove è possibile sentire l'iconica colonna sonora di Guerre stellari prima di essere catapultati nell'iperspazio, si raggiunge poi il pianeta Jakku dove il TIE tende un'imboscata alla navicella facendo assistere gli ospiti a una guerra laser. Un ultimo salto nell'iperspazio rimanda il treno alla stazione di carico/scarico.

## Tracciato
Si tratta di un launched coaster indoor, il cui percorso dura 2.15 minuti. Dopo che il treno esce dalla stazione viene portato in un tunnel di risalita dove subisce un lancio con catena. Il tracciato inizia con una leggera discesa a curva dove alla fine di essa si trova un sidewinder ovvero un avvitamento a metà, seguono varie curve alla velocità di circa 70 km/h fino a dei freni, segue un'altra inversione, un corkscrew, cioè un avvitamento largo; il treno poi subisce varie curve in salita e in discesa. Dopo di esse arriva la seconda e ultima risalita a catena che porta i passeggeri a una terza breve discesa ripida, segue la terza inversione, un tongue loop, in questa inversione il treno effettua una curva molto stretta procedendo per il primo tratto in salita fino all'apice della curva e successivamente in discesa arriva a una inclinazione di quasi 180°. Questa particolare inversione è stata inserita anche per motivi di spazio, infatti riesce ad invertire la marcia del treno utilizzando una porzione ridotta del già esiguo spazio interno a disposizione. Dopo l'inversione il treno rallenta e percorre varie curve fino ad entrare nella stazione.